# تاریخ میانمار

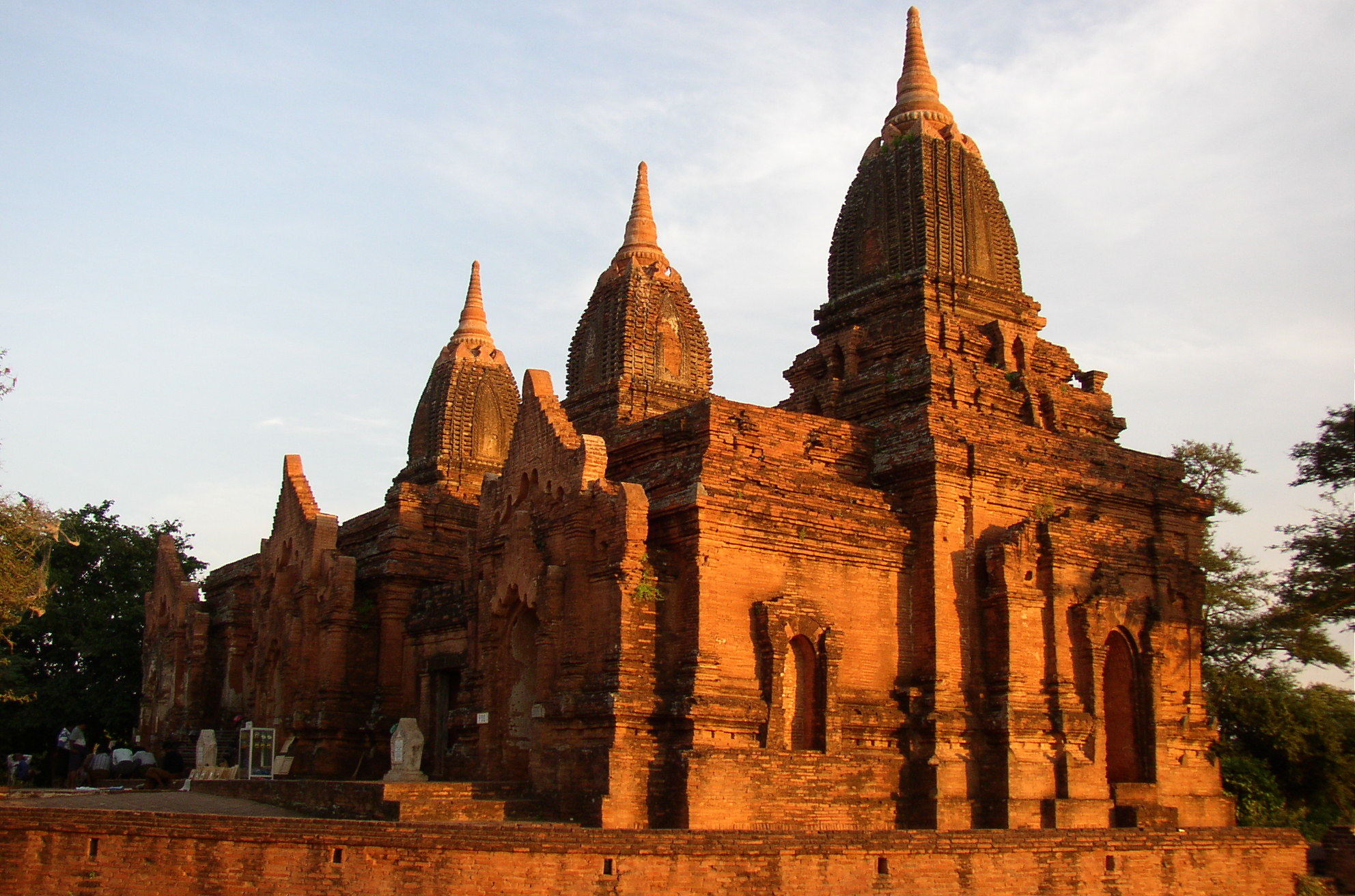
پیاتونزو در باگان

تاریخچه میانمار (همچنین به عنوان برمه معروف است؛ برمه‌ای: မြန်မာ့သမိုင်း) دوره از زمان نخستین سکونتگاه‌های مشهور انسانی ۱۳۰۰۰ سال پیش تا به امروز را شامل می‌شود. اولین ساکنان تاریخ مکتوب در زبان‌های تبتی-برمه‌ای افرادی بودند که شهر پایای را تأسیس کردند و آیین بودایی تراوادا را در این مناطق رواج دادند.
گروه دیگر، مردم بامار، در اوایل قرن ۹ وارد دره بالایی ایراوادی شد. آنها به تأسیس پادشاهی پاگان (۱۰۴۴–۱۲۹۷)، اولین اتحاد دره ایراوادی و حاشیه آن پرداختند. در این دوره زبان برمه ای و فرهنگ بامر به آرامی جایگزین هنجارهای شناخته شده پیو شد. پس از اولین حمله مغولان به برمه در سال ۱۲۸۷، چندین پادشاهی کوچک، که از آن پادشاهی آوا، پادشاهی هانتهاوادی، پادشاهی مراوک یو و ایالت شان قدرتهای اصلی بودند.
در نیمه دوم قرن شانزدهم، سلسله تانگو (۱۷۱۵–۱۵۱۰) این کشور را مجدداً متحد کرد و بزرگترین امپراتوری در تاریخ جنوب شرقی آسیا را برای یک دوره کوتاه تأسیس کرد. بعداً پادشاهان تانگو چندین اصلاحات مهم اداری و اقتصادی را ایجاد کردند که منجر به پادشاهی کوچکتر، صلح آمیزتر و مرفه تر در قرن ۱۷ و اوایل ۱۸ام شد. در نیمه دوم قرن 18th، سلسله کونباونگ (۱۷۵۲–۱۸۸۵) پادشاهی را بازگرداند، و اصلاحات تانگو را ادامه دادند که باعث افزایش حکومت مرکزی در مناطق پیرامونی و تولید یکی از باسوادترین ایالت‌های آسیا شد. این سلسله نیز با همه همسایگان خود به جنگ رفت. جنگهای انگلیس و برمه (۱۸۲۴–۸۵) سرانجام منجر به استعمار انگلیس بر این کشور شد.
حکومت انگلیس چندین تغییر پایدار اجتماعی، اقتصادی، فرهنگی و اداری را به همراه داشت که جامعهٔ کاملاً دگرگون شده را ساخت. از همه مهمتر، قانون انگلیس اختلافات خارج از گروه را در بین گروه‌های قومی بی شمار کشور برجسته کرد. از زمان استقلال در سال ۱۹۴۸، این کشور در یکی از طولانی‌ترین جنگ‌های داخلی درگیر با گروه‌های شورشی به نمایندگی از گروه‌های سیاسی و اقلیت‌های قومی و دولت‌های مرکزی متوالی بوده‌است. این کشور از سال ۱۹۶۲ تا ۲۰۱۰ تحت پوشش‌های مختلفی تحت کنترل‌های نظامی قرار گرفت و در این روند به یکی از کم توسعه یافته‌ترین کشورهای جهان تبدیل شده‌است.

## تاریخ اولیه (تا قرن ۹)

### ایالت‌های پیو
خانه اصلی پیو در دریاچه چینگ‌های در چینگهای و گانسو امروزی بوده‌است. پیو محل استقرار نخستین ساکنان برمه بودند که سوابق آنها همچنان وجود دارد. در این دوره، برمه بخشی از یک مسیر تجارت زمینی از چین به هند بود. تجارت با هند آیین بودایی را از جنوب هند به ارمغان آورد. تا قرن چهارم، بسیاری از مردم به بودیسم گرویده بودند. از میان بسیاری از ایالت‌های بزرگ، بزرگترین و مهمترین پادشاهی سری کیترا در جنوب شرقی پیای مدرن بود که همچنین تصور می‌شد زمانی پایتخت باشد. در مارس ۶۳۸، پیو سری کیترا تقویم جدیدی را راه اندازی کرد که بعداً به گاه‌شماری سنتی برمه‌ای تبدیل شد.
نخستین قومی که آثاری از تمدن خود را در برمه به‌جای گذاشتند، مردم پیو و مون بوده‌اند، که در شمال برمه سکونت داشتند. پس از آن‌ها اقوام شان، کارون و کاچین از سرزمین‌های جنوب به مناطق امروزی برمه نفوذ کرده بودند.
در اواخر سده هشتم میلادی در اثر تسلط اقوام شان و کارن در جنوب و مرکز برمه مردم پیو به قسمت‌های شمالی رانده شدند. علت عقب رانده شدن این قوم گسترش سلطه تای بود، که در شمال و شمال شرقی برمه قدرت را در دست داشتند. قوم شان تا سده ۱۳ میلادی؛ در بخش‌هایی از برمه قدرت و حکومت را در دست داشتند، ولی در همین قرن این قوم عمدتاً به تایلند مهاجرت کردند.
در ۱۴۰۴ میلادی یک فرمانده نظامی برمه به نام آناوِرِاهتا به پادشاهی رسید، و دودمان موسوم به پاگان را بنیان‌گذاری کرد. این دودمان حدود دویست سال در برمه حکومت کرد.

## سلسله پاگان (۸۴۹–۱۲۹۷)
نخستین امپراتوری کشور برمه است که میان سال‌های ۸۴۹ تا ۱۲۸۷ میلادی بر سر کار بود. چگونگی برپایی فرمانروایی پاگان بدین‌سان بود که مردمانی به نام بامار میان سال‌های ۵۰۰ تا ۹۵۰ و همزمان با فرمانروایی گروه نژادی پیو از شمال برمه به بخش مرکزی این سرزمین کوچیدند، اینان که اثر پذیرفته از بوداگرایی بودند در ۸۴۹ شهر باگان یا پاگان را بنیاد نهادند و این آغاز پادشاهیشان بود.
نخستین پادشاه نیرومند ایشان آناوراهتا (۱۰۴۴–۱۰۷۷ میلادی) بود که با شکست مون‌ها همهٔ برمه را پیوسته نمود. تا میانه‌های سدهٔ دوازدهم ترسایی بیشتر بخش قاره‌ای جنوب خاوری آسیا یا زیر فرمان امپراتوری خمر بود یا بخشی از پادشاهی پاگان.
پاگان‌ها به دست مغول‌ها از میان برداشته‌شدند، واپسین پادشاه نیرومند پاگان ناراتهیهاپاته که می‌اندیشید می‌توان جلوی لشکر مغول را بگیرد در ۱۲۷۷ در یون‌نان به پیشباز لشکر مغول رفت ولی در نبرد نگاسائونگیان در برابر دشمن خوردشد. پایان کار او هم به دست پسرش در ۱۲۸۷ رقم‌خورد و به دست فرزند کشته شد. این رویداد کار مغولان را آسان کرد و آنان در نبرد پاگان بر بخش بزرگی از پادشاهی پاگان‌ها چیره‌شدند. پادشاهان بازماندهٔ پاگان که چند صباحی بر تخت بودند بازیچهٔ مغول‌ها بودند.

## دوران استعمار انگلیس
حکومت بریتانیا در برمه از سال ۱۸۲۴ مقارن با جنگ‌های انگلیس-برمه تا سال ۱۹۴۸ هنگام استقلال برمه به طول انجامید. آغاز حکومت بریتانیا با وقوع اولین جنگ از جنگ‌های انگلیس-برمه شروع شد، پس از آن برمه به عنوان استانی از هند بریتانیا تحت سلطه بریتانیا بود. برمه متعاقب مدت زمانی که به عنوان مستعمره مستقل اداره می‌شد در نهایت در سال ۱۹۴۸ از بریتانیا مستقل شد.

بخش‌های مختلف سرزمین‌های برمه از جمله آراکان و تناسریم پس از پیروزی بریتانیا در جنگ اول انگلیس و برمه به اشغال درآمد. در سال ۱۸۵۲ و پس از جنگ دوم انگلیس-برمه بود که برمه سفلی اشغال و ضمیمه خاک بریتانیا شد. این سرزمین‌ها در سال ۱۸۶۲ به عنوان استان‌جزئی و زیرمجموعه هند بریتانیا شناخته شدند. برمه علیا پس از جنگ سوم اشغال شد و استان برمه به عنوان یکی از استان‌های اصلی هند بریتانیا رسماً در سال ۱۸۹۷ تشکیل شد.

با توجه به نقش اساسی اهالی اسکاتلند در استعمار و اداره برمه، در بعضی از مواقع از برمه به عنوان مستعمره اسکاتلند نیز یاد می‌شود.

### جنگ جهانی دوم و ژاپن
از نبردهای جنوب شرق آسیا در زمان جنگ جهانی دوم است. این نبرد از زمانی که ژاپنی‌ها در ۲۰ ژانویه ۱۹۴۲م از مرز سیام-برمه گذشتند تا ۲۵ ژوئیه ۱۹۴۵م که ارتش چهاردم بریتانیا راه‌آهن تانگ گوی در ایالت شان در خاور برمه را تسخیر کردند ادامه داشت.
نیروهای هندی، گورخا و انگلیسی به فرماندهی سر ویلیام سلیم بیشتر بار نبرد را بر دوش داشتند ولی نیروهای آمریکایی و چینی به فرماندهی ژنرال ژوزف استیل‌ول نیز در شمال با ژاپنی‌ها می‌جنگیدند.
در طی جنگ جهانی دوم، ارتش استقلال‌طلب برمه به‌وجود آمد و ارتش مزبور طی ۱۹۴۱ همراه با ارتش ژاپن وارد مناطق جنوبی برمه گردید. پس از یک درگیری سخت در ماه مه ۱۹۴۵ رانگون پایتخت برمه کاملاً به تصرف نیروهای محلی برمه درآمد، ژاپنی‌ها بیرون رانده شدند و چیرگی انگلستان دوباره بر کشور برمه برقرار شد.

## استقلال برمه
کشور برمه که تحت استیلای انگلستان قرار داشت در سال ۱۹۴۸ استقلال خود را بدست آورد.
به‌طور کلی می‌توان گفت که به علّت اشغال کشور توسط نیروهای نظامی، تسلّط کامل نظامیان بر کشور و اجرای تدابیر شدید امنیتی و حفاظتی، سیاست فرهنگی مشخص و قابل توجهی از سوی دولتمردان کشور اتخاذ نگردیده و فرهنگ و هنر کشور همچنان در حالت سکون و انزواء باقی مانده‌است.
کشور به لحاظ فرهنگی شدیداً تحت تأثیر کشورهای همسایهٔ خود بر پایهٔ بودیسم است که با مؤلفه‌های محلی نیز آمیخته شده‌است. تنوع قومی در برمه نقش مهمی در سیاست و تاریخ این کشور داشته و کشور همچنان برای غلبه بر تنش‌های اجتماعی تلاش می‌کند.
نظامیان پس از کودتای سال ۱۹۶۲ توسط ژنرال نی وین که منجر به سرنگونی دولت غیرنظامی نخست‌وزیر او نو شد حاکمیت را در این کشور به دست گرفتند. از آن زمان رهبری برمه تحت کنترل رهبر نظامی شورای صلح و توسعه درآمد. این شرایط تا سال ۲۰۱۱ ادامه داشت، زمانی که شورا به دنبال انتخابات سال ۲۰۱۰ منحل شد مراسم تحلیف ریاست جمهوری دولت غیرنظامی برگزار شد.

### شورش‌های ایالت راخین

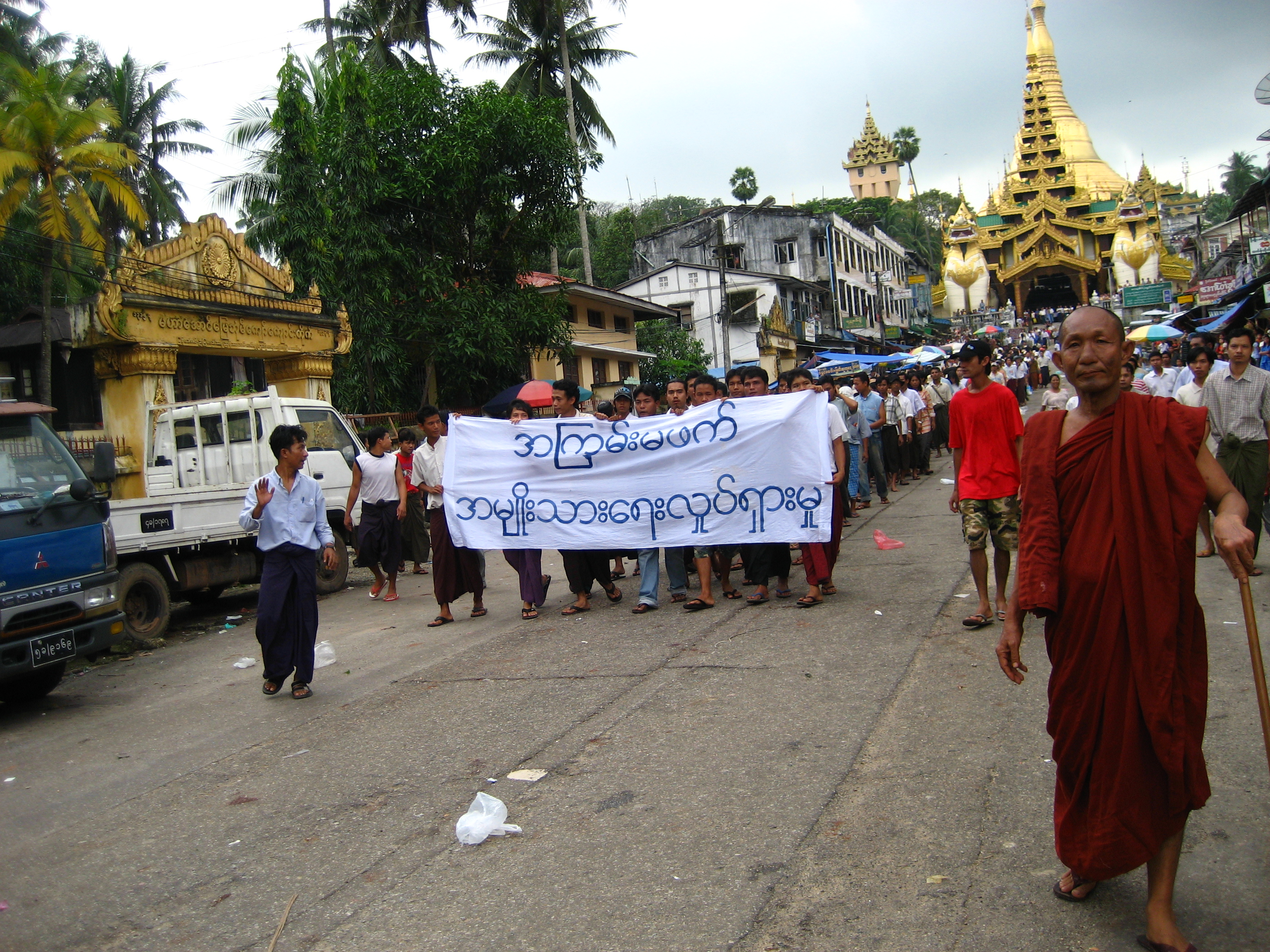

آغاز بحران به تجاوز جنسی به یک زن راخین توسط سه فرد روهینگیایی برمی گردد که خشم مردم محلی و مأموران دولتی را برمی‌انگیزد، این ماجرا بهانه‌ای برای افراط طلبان جهت حمله به روستاهای مسلمان‌نشین و آتش زدن منازل آن‌ها شد. این خشونت‌ها درحالی ادامه دارد که رئیس‌جمهور میانمار هفته گذشته اعلام کرد که مسلمانان شهروند میانمار نیستند.
در سال ۱۹۸۲ قانون حقوق شهروندی به تصویب رسید که به واسطه این قانون از میان ۱۴۴ قومیت موجود در میانمار ۱۳۵ قومیت حق شهروندی دریافت کردند و ۹ دسته از اقوام اقلیت از حق شهروندی محروم شدند که بزرگترین این قومیت‌های، قوم روهینگیا است.
دولت میانمار برای رفع اختلافات و مشکلات میان مسلمانان و بوداییان، سیاست کوچ اجباری کل ۶ میلیون مسلمان روهینگیایی را از منطقه آرکان اتخاذ کرده‌است. البته آمار رسمی جمعیت روهینگیا ۶ میلیون نفر است اما طبق آمار غیررسمی جمعیت این قوم که صد در صد آن‌ها مسلمان هستند به ۸ میلیون نفر می‌رسد. به واسطه این سیاست اتخاذ شده از جانب دولت قریب به ۱۵۰ هزار نفر از مسلمانان آرکان به بنگلادش، ۵۰ هزار نفر به تایلند و ۴۰ هزار نفر به مالزی و تعداد قابل توجهی به دیگر کشورهای آسیایی مهاجرت کردند.